# 865

## Събития
- България приема християнството.